# Désert arctique
Localisation
Le désert arctique est une écorégion terrestre définie par le Fonds mondial pour la nature (WWF), qui recouvre plusieurs îles de l'océan Arctique : la partie septentrionale de la Nouvelle-Zemble, les archipels de la terre du Nord, la terre François-Joseph et du Svalbard, ainsi que l'île aux Ours, l'île Jan Mayen, Ouchakov et l'île Wiese. Il fait partie du biome de la toundra dans l'écozone paléarctique.